# Andrew Yeom Soo-jung
Andrew Yeom Soo-jung (Koreaans: 염수정; Hanja: 廉洙政; Anseong, 5 december 1943) is een Zuid-Koreaans geestelijke en een kardinaal van de Rooms-Katholieke Kerk.
Andrew Yeom Soo-jung werd op 8 december 1973 tot priester gewijd door aartsbisschop Stephen Kim Sou-hwan. Op 1 december 2001 werd hij benoemd tot hulpbisschop van Seoel en tot titulair bisschop van Tibiuca. Zijn bisschopswijding vond plaats op 25 januari 2002.
Sinds 10 mei 2012 is Yeom Soo-jung aartsbisschop van Seoel en apostolisch administrator sede plena van Pyongyang, in opvolging van aartsbisschop Nicholas Cheong Jin-Suk.
Yeom Soo-jung werd tijdens het consistorie van 22 februari 2014 kardinaal gecreëerd.  Hij kreeg de rang van kardinaal-priester. Zijn titelkerk werd de San Crisogono in Trastevere.
Yeom Soo-jung ging op 28 oktober 2021 met emeritaat. Op 5 december 2023 verloor hij - in verband met het bereiken van de 80-jarige leeftijd - het recht om deel te nemen aan een toekomstig conclaaf. 